# Konføderationens flag
Amerikas Konfødererede Stater havde i sin korte levetid en række flag.

## The Bonnie Blue Flag
Med oprindelse i Florida tidligt i 1800-tallet var Bonnie Blue Flag uofficielt konføderationens (Sydstaternes) første flag – Syden forenet under én stjerne.

## The Stars and Bars, Konføderationens første flag
Dette flag blev anvendt fra 4. marts 1861 til maj 1863 som det officielle flag for de syv stater der trak sig ud af Unionen. Senere fik de følgeskab af yderligere seks stater. Det skabte forvirring på slagmarken fordi det i så høj grad lignede Unionsstyrkernes Stars and Stripes. Hvis noget flag skal betegnes som konføderationens flag, er det dette.

## The Stainless Banner
Dette blev konføderationens andet officielle flag, anvendt første gang 1. maj 1863. Når det ikke blæste på slagmarken blev flaget forvekslet med det hvide flag som tegn på overgivelse, fordi kun den hvide del kunne ses.

## Det tredje nationalflag
Dette er det tredje officielle flag, der indførtes 4. marts 1865, kort før konføderationens opløsning. Den røde lodrette stribe blev tilføjet for at modvirke forveksling med det hvide flag der anvendtes af parlamentærer og som tegn på overgivelse.

## Kampflaget
Konføderationens kampflag (Battle Flag) var kvadratisk, normalt ca. 90 x 90 cm. Det blev anvendt i kamp fra maj 1863 til Konføderationens undergang. Det blå i sydkorset var navy blue, i modsætning til den meget lysere blå farve, der fandtes i flådens gøs Naval Jack.

## The Naval Jack
Konføderationens Navy Jack, anvendt af flåden, var rektangulært. Det blev kun anvendt på sydstaternes krigsskibe fra 1863 til 1865. Flaget omtales nu om stunder ofte – fejlagtigt – som Sydstaternes officielle flag.
- The Bonnie Blue Flag
- The Stars and Bars
- The Stainless Banner
- Det tredje nationalflag
- Kampflaget
- The Naval Jack